# Districtul Nové Zámky

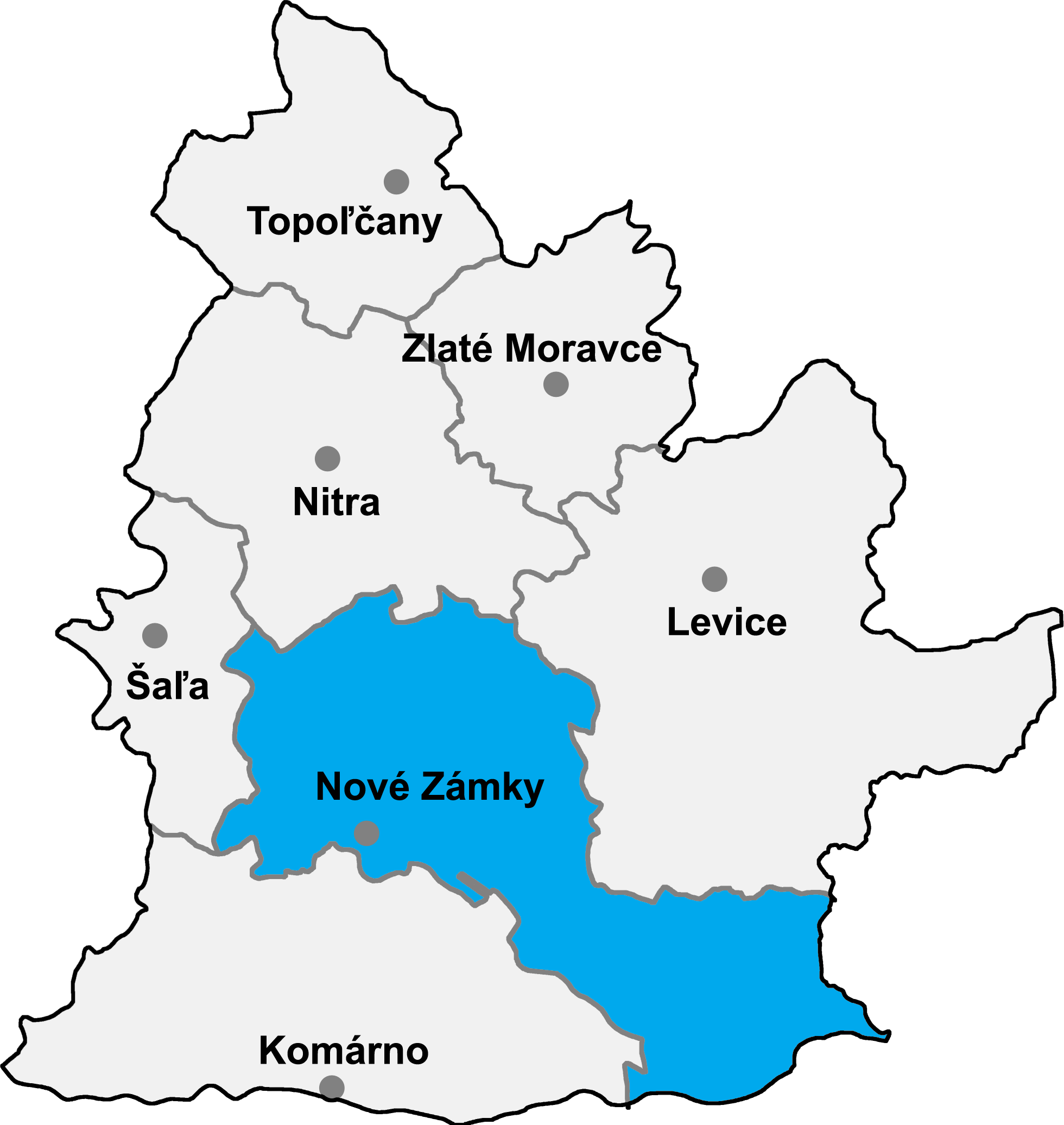
Districtul Nové Zámky

Districtul Nové Zámky (okres Nové Zámky) este un district în Slovacia vestică, în Regiunea Nitra. 

## Demografie
| An:                | 1994    | 2004    | 2014    | 2024    |
| ------------------ | ------- | ------- | ------- | ------- |
| Număr de persoane: | 152.674 | 148.001 | 142.317 | 134.231 |
| Diferență:         |         | −3,06%  | −3,84%  | −5,68%  |

| An:                | 2023    | 2024    |
| ------------------ | ------- | ------- |
| Număr de persoane: | 135.003 | 134.231 |
| Diferență:         |         | −0,57%  |

## Comune
- Andovce
- Bajtava
- Bánov
- Bardoňovo
- Belá
- Bešeňov
- Bíňa
- Branovo
- Bruty
- Čechy
- Černík
- Chľaba
- Dedinka
- Dolný Ohaj
- Dubník
- Dvory nad Žitavou
- Gbelce
- Hul
- Jasová
- Jatov
- Kamenica nad Hronom
- Kamenín
- Kamenný Most
- Kmeťovo
- Kolta
- Komjatice
- Komoča
- Leľa
- Lipová
- Ľubá
- Malá nad Hronom
- Malé Kosihy
- Maňa
- Michal nad Žitavou
- Mojzesovo
- Mužla
- Nána
- Nová Vieska
- Nové Zámky
- Obid
- Palárikovo
- Pavlová
- Podhájska
- Pozba
- Radava
- Rastislavice
- Rúbaň
- Salka
- Šarkan
- Semerovo
- Sikenička
- Strekov
- Štúrovo
- Šurany
- Svodín
- Trávnica
- Tvrdošovce
- Úľany nad Žitavou
- Veľké Lovce
- Veľký Kýr
- Vlkas
- Zemné